# Вершининська
Верши́нинська (рос. Вершининская) — присілок у складі Тотемського району Вологодської області, Росія. Входить до складу Мосеєвського сільського поселення.

## Населення
Населення — 11 осіб (2010; 18 у 2002).
Національний склад (станом на 2002 рік):
- росіяни — 94 %